# 沃尔科特 (北达科他州)
沃尔科特（英語：Walcott），是美国北达科他州下属的一座城市。根据2010年美国人口普查，该市有人口235人。2011年估计该市有人口234人，相对于2010年，增长率为?0.43%。